# Barszczańska
Barszczańska – nieformalna część osiedla Starosielce w Białymstoku.

## Urbanistyka
Barszczańska to z urbanistycznego punktu widzenia, w głównej mierze osiedle bloków socjalnych, zlokalizowanych przy ulicach Barszczańskiej i Klepackiej, stanowiące zamkniętą enklawę biedy zamieszkałą przez około 2500 osób (600 rodzin). Jest to największe skupisko mieszkań socjalnych w Białymstoku. Na 970 istniejących tu lokali około 600 stanowią lokale socjalne, a docelowo wszystkie mieszkania mają posiadać status socjalnych.

## Charakter
Z uwagi na skomasowanie na osiedlu osób z podobnymi problemami społecznymi oraz różnego rodzaju deficytami wzrasta na tym obszarze liczba rodzin obarczonych problemami sprzężonymi. Istnieją tutaj: ubóstwo, bezrobocie (większość osób dorosłych pozostaje bez pracy), zadłużenia, uzależnienia od alkoholu i narkotyków, konflikty rodzinne, chuligaństwo, agresja i przemoc. Rodziny i osoby zamieszkałe na osiedlu są poważnie zagrożone wykluczeniem. Tworzą własne, hermetyczne środowisko, dające oparcie w kontaktach towarzyskich, jednak w odleglejszej perspektywie pogłębiające istniejące już dysfunkcje. Jest to wyodrębniona enklawa dziedziczonej biedy i wykluczenia społecznego. Z pomocy finansowej białostockiego ośrodka pomocy społecznej w 2015 skorzystało 486 rodzin, czyli 85% zamieszkających ten teren. Liczne są przypadki zaniedbywania dzieci. Część z nich trafia w wyniku tego do pieczy zastępczej (ograniczone prawa rodzicielskie w 2017 miało cztery razy więcej rodzin niż na kilkukrotnie większym sąsiadującym osiedlu). Prowadzone są procedury Niebieskich Kart. Istotnym problemem mieszkańców są pochodzące z różnych źródeł zadłużenia (alimentacyjne, mandaty, kary za zerwane umowy o świadczenie usług i inne). Przeciętna wartość zadłużenia mieszkania (w 2017) wynosiła około 10.000 złotych.
Najczęstsza struktura rodzinna na Barszczańskiej to rodzice lub opiekunowie i dwoje lub więcej dzieci. Relatywnie dużo jest tutaj zarówno samotnych matek, jak i związków nieformalnych, w których wychowują się małoletni z poprzednich związków. Około 20% osób dorosłych zostało rodzicami w wieku od 15 do 19 lat, a z edukacji przedszkolnej korzysta tu zaledwie 30 na 120 dzieci w stosownym wieku. Na osiedlu brak jest placówek kulturalnych lub integracyjnych.
Osiedle stereotypowo określane jest jako patologiczne, a trafienie tu oznacza stygmatyzację pogłębiającą izolację i problemy społeczne. Zamieszkujące osiedle osoby mają stosunkowo niski poziom wykształcenia – najczęściej ukończone szkoły podstawowe i gimnazjum (70%) oraz szkoły zawodowe (20%). W zdecydowanej większości pracują one dorywczo, bez umów o pracę, tak by unikać zajęć komorniczych. Pomoc oferowana mieszkańcom, jak dotąd nie przyniosła skutków strukturalnych i nie wpłynęła na poprawę jakości życia rodzin – doraźne efekty osiągnięto tylko w niektórych, pojedynczych przypadkach. 
W 2016 na osiedlu zginął mężczyzna, za którego śmierć mieszkańcy obwinili policję, co wywołało krótkotrwałe zamieszki.